# 松村匠
松村 匠（まつむら たくみ、1962年11月9日 - ）は、株式会社AKS元取締役・元AKS運営責任者。現・IZ*ONE責任者（事業担当）。
元フジテレビジョン事業局企画部長。元編成制作局バラエティー制作センター副部長兼チーフプロデューサー。

## 略歴・人物
大阪府大阪市西成区天下茶屋出身。大阪府立北野高等学校を経て、慶應義塾大学経済学部卒業。
1992年、当時ADだった松村は、『とんねるずのみなさんのおかげです』のコントで人力車夫役を演じた際、石橋貴明と木梨憲武を人力車に乗せ、動かした瞬間、松村の体重が軽かったため松村自身の体が宙に浮き人力車は石橋と木梨の2人を乗せたまま後ろに倒れてしまった。さらには、坂道から下るシーンを収録した際は、松村の体重では人力車を止めきれず、勢いそのままに石橋と木梨を乗せたまま目の前のセットの壁に激突した。
2000年夏に『とんねるずのみなさんのおかげでした』で野猿の新メンバー候補になったにもかかわらず惨敗し、大玉の餌食になった。『新春かくし芸大会』では2003年の第40回大会〜2005年の第42回大会に渡辺プロダクションの大和田宇一と共に総合プロデューサーとして活躍。2006年の第43回大会では「はねトびチーム演目」のプロデューサーとして参加した。
『3番テーブルの客』（木梨憲武監督の回）でウエイター役として出演。
『とんねるずのみなさんのおかげでした』のコーナー、「ノリタケーブルTV」の「笑店」(33ch)で野猿メンバーと一緒に出演したり、「ほんとのうたばん」で「シャングリラ」のPVのパロディに出演したりしている。
仮面ノリダーでは、ジョッカー役として出演して格闘シーンでノリダーの顔に誤ってチョップした。敵役で出演していた石橋貴明が「いいぞ松ちゃん」と喜んでいた。
フジテレビを2011年に退社後、株式会社AKSでコンテンツビジネス本部の本部長を務め、AKB48プロジェクトでのAKB48関連のテレビ番組・映画など映像作品のプロデュースを担当。
その後、AKS取締役・AKS運営責任者となる。2019年7月1日付でAKS取締役を退任し、IZ*ONE責任者（事業担当）に異動。

## AKS移籍後の作品

### プロデューサー

#### テレビ番組
- AKB48コント「びみょ〜」（2011年9月29日 - 2012年2月23日、ひかりTV）
- ヨンパラ FUTUREゲームバトル（2011年10月9日 - 2012年3月25日、TBS）
- びみょ〜な扉 AKB48のガチチャレ（2012年6月29日 - 2013年3月22日、ひかりTV）

#### 映画
- DOCUMENTARY of AKB48 Show must go on 少女たちは傷つきながら、夢を見る（2012年1月27日公開、東宝映像事業部）
- 劇場版 私立バカレア高校（2012年10月13日公開、ショウゲート）※製作委員会
- DOCUMENTARY of AKB48 No flower without rain 少女たちは涙の後に何を見る?（2013年2月1日公開、東宝映像事業部）
- DOCUMENTARY of AKB48 The time has come 少女たちは、今、その背中に何を想う?（2014年7月4日公開、東宝映像事業部）
- アイドルの涙 DOCUMENTARY of SKE48（2015年2月27日公開、東宝映像事業部）
- 悲しみの忘れ方 Documentary of 乃木坂46（2015年7月10日公開、東宝映像事業部）
- 道頓堀よ、泣かせてくれ! DOCUMENTARY of NMB48（2016年1月29日公開、東宝映像事業部）
- 尾崎支配人が泣いた夜 DOCUMENTARY of HKT48（2016年1月29日公開、東宝映像事業部）
- 存在する理由 DOCUMENTARY of AKB48 （2016年7月8日公開、東宝映像事業部）

#### その他
- SKE48「片想いFinally」 特典映像「SKE48紅白対抗マル秘芸大会」（2012年1月25日発売、avex trax)

## 過去の担当作品

### AD/ディレクター/AP
- 森田一義アワー 笑っていいとも!（ディレクター）
- とんねるずのみなさんのおかげです（AD・ディレクター）
- ラスタとんねるず'94（ディレクター）
- とんねるずのみなさんのおかげでした（AAP=アシスタント・アシスタント・プロデューサー）

### プロデューサー
- 第四学区（1999年4月～9月、2000年4月～9月、フジテレビ）
- FNS番組対抗!春秋の祭典スペシャル（1999年9月～2000年10月、フジテレビ）
  - FNS30周年'99秋の祭典→FNS春秋の祭典2000
- 20世紀最後のバラエティー大全集（2000年12月31日放送）
- やしがにのウインク
- みのもんたのSOSシリーズ
- これでいいのダ!日本列島あかるいニュース
  - ニッポン列島緊急特番ザふるさとランキング格付けスペシャル
- 登龍門F（プロデューサー、推薦人）
- DREAM MAKER TV「パーソナルカウントダウン10クイズ」（2004年5月31日、BSフジ）
- おまたせ!ラグ定食
  - ラグ&ピース
- 恐怖の食卓
- ギャラクシーフジヤマ（映画、1997年）
- 新春かくし芸大会（2003年 - 2005年、総合プロデューサー、2006年はねトび演目プロデューサー）
- FNS27時間テレビ（2004年、フジテレビ）

### チーフプロデューサー
- はねるのトびら（2005年10月 - 2007年9月）
- F2-X（2004年7月 - ）、F2スマイル（総合演出兼任）
- 芸能人(秘)密着24時!天使が見てる

### その他
- 野猿
※メンバーでもなく特別に表記もないが以下の作品に参加している。
  - We're the "YAEN" (シングル『Be cool!』収録、チャチャ入れ役)
  - We're the "YAEN" 2000 (アルバム『evolution(初回版)』収録、チャチャ入れ役)
  - なんでやねんのブルース（アルバム『evolution(通常版)』・シングル『太陽の化石』収録、自己紹介的な歌詞のソロ歌唱楽曲）

## 出演
テレビ番組
- ヤマタノオロチ（1991年）
- とんねるずのみなさんのおかげです
- とんねるずのみなさんのおかげでした